# Scomberomorus queenslandicus
Scomberomorus queenslandicus es una especie de peces de la familia Scombridae en el orden de los Perciformes.

## Morfología
• Los machos pueden llegar alcanzar los 100 cm de longitud total y los 12,2 kg de peso.

## Distribución geográfica
Se encuentra al sur de Papúa Nueva Guinea y al norte y este de Australia (en Australia Occidental hasta Sídney, Nueva Gales del Sur ).